# Микелцминда
Микелцминда (груз. მიქელწმინდა) — село в Грузии, на территории Ахалцихского муниципалитета края (мхаре) Самцхе-Джавахети.

## География
Село находится в южной части Грузии, к востоку от реки Лерциана (левый приток Поцхови), на расстоянии приблизительно 4 километров (по прямой) к северо-северо-западу от города Ахалцихе, административного центра муниципалитета. Абсолютная высота — 1242 метра над уровнем моря.

## Население
По результатам официальной переписи населения 2014 года, в Микелцминде проживало 32 человека (16 мужчин и 16 женщин). В национальной структуре населения армяне составляли 62,5 %, грузины — 18,75 %, греки — 18,75 %.
| Год  | Население, человек |
| ---- | ------------------ |
| 2002 | 92                 |
| 2014 | ↘ 32               |